# Sigge Fleischer
Siegfried "Sigge" Fleischer, född 12 maj 1938, död 11 november 2020 i Halmstad, var en svensk forskare och professor i limnologi vid högskolan i Halmstad. Hans forskning kretsade bland annat kring nitrifikation, koldioxidförändringar och kolsänkor. Han var tidigare under sin karriär även byrådirektör vid naturvårdsenheten vid länsstyrelsen i Hallands län. 

## Biografi
Fleischers far Rudi var från Tyskland, men flydde till Sverige under 1930-talet. Fadern bosatte sig först i Dalarna, men familjen flyttade tidigt till Malmö där Fleischer växte upp. Han tog examen vid Malmö latinskola, och började därefter studera naturvetenskap på Lunds universitet. Han studerade främst vid limnologiska institutionen på universitetet, där han även 1975 försvarade sin doktorsavhandling, "Carbohydrate studie in aquatia environmanta".
Under sin yrkesverksamma karriär var han utöver akademiker vid högskolan i Halmstad även verksam vid länsstyrelsen i Hallands län, bland annat som byrådirektör vid länsstyrelsens naturvårdsenhet. Där arbetade han bland annat med frågan om hur man kan begränsa utsläpp av mineralgödsel i havet.
Han är far till Rasmus och Gisela Fleischer.